# Makarov (film)
Pour les articles homonymes, voir Makarov.

Makarov (Макаров) est un film russe de Vladimir Khotinenko, sorti en 1993. Il fut présenté au festival international du film d'Istanbul (1995), au festival Fenêtre sur l'Europe de Vyborg (1993), au festival d'Anapa (1993), etc.

## Distribution
- Sergueï Makovetski : Alexandre Sergueïevitch Makarov
- Elena Maïorova : Natacha, femme d'Alexandre
- Irina Metlitskaïa (ru) : Margot, maîtresse d'Alexandre
- Vladimir Iline : Vassili Tsvetaïev, milicien et ami d'Alexandre
- Evgueni Steblov : Fiodor Protassov
- Sergueï Parchine (ru) : Saveli Fountov, bandit
- Viktor Smirnov (ru) : Mikhaïl Evgrafovitch, directeur de prison
- Youlia Rutberg (ru) : Aliona, critique littéraire
- Leonid Okounev (ru) : vendeur d'armes
- Ivan Agafonov : promeneur rencontré en forêt
- Sergueï Gazarov (ru) : barman